# 熊野大社
熊野大社（くまのたいしゃ）是位在日本島根縣松江市的神社。為式內社（名神大社）、出雲國一宮、舊社格為國幣大社（現神社本廳的別表神社）。作為火之發祥之神社，也被稱作「日本火出初之社」（ひのもとひでぞめのやしろ）。意宇六社之一。《出雲國風土記》記作熊野大社，《延喜式神名帳》記作熊野坐神社。

## 關連項目
- 出雲大社
- 熊野三山
- 出雲國

## 外部連結
- 熊野大社 （页面存档备份，存于）